# U.S. Robots
La U.S. Robots (nome completo United States Robots and Mechanical Men Corporation) è un'azienda immaginaria creata da Isaac Asimov e presente in numerosi dei suoi racconti incentrati sui robot positronici, di cui inizialmente è la più importante azienda costruttrice. È presente anche nei film (ispirati a opere di Asimov) L'uomo bicentenario e Io, robot (rispettivamente cambiate di nome come NorthAm Robotics e U.S. Robotics). I suoi robot sono dotati di un cervello positronico.
L'azienda (reale) U.S. Robotics prende il suo nome dalla U.S. Robots.

## Storia
L'azienda è stata fondata da Lawrence Robertson nel 1982, e successivamente diretta da membri della sua famiglia per almeno altre quattro generazioni, sebbene nessuno di essi sia mai stato un robotista.
Le fabbriche della U.S. Robots inizialmente vengono costruite sulla Terra, e alcune di esse sono presenti a Schenectady, (anche se in futuro verranno delocalizzate nello spazio). Queste sono uno dei pochi luoghi sul pianeta in cui sarà possibile tenere dei robot attivi a partire dal 2003, per molti anni a venire; nella popolazione è infatti ricorrente la presenza di un pregiudizio del tutto infondato e alimentato dall'ignoranza chiamato complesso di Frankenstein che rappresenta il timore viscerale che l'uomo artificiale possa ribellarsi al suo creatore. Per tale ragione la U.S. Robots non ha la possibilità di effettuare molte assunzioni, dovendo ricorrere anche a giri turistici nelle fabbriche per interessare potenziali ricercatori. La U.S. Robots però, non è l'unica azienda sul mercato degli automi: infatti, nei racconti, viene citata anche una sua concorrente, la Consolidated Robots.
Nel racconto Iniziativa personale viene citato il motto non ufficiale dell'azienda: "Nessun dipendente commette due volte lo stesso errore. Viene licenziato al primo".

## Dipendenti
Nella maggior parte dei racconti di Asimov in cui è presente la U.S. Robots, i personaggi ricorrenti sono:
- Lawrence Robertson, fondatore nonché ovviamente presidente, ha inventato il cervello positronico;[2]
- Alfred Lanning, direttore del Settore ricerche, ha ideato il primo robot parlante;[2]
- Susan Calvin, robopsicologa, e successivamente robopsicologo capo (2008-2060);
- Peter Bogert, matematico,[8] assistente di Lanning e poi suo successore;[9]
- Gregory Powell, collaudatore sul campo (2010-2030);[10]
- Michael Donovan, collaudatore sul campo (2010-2030).[10]

Altri dipendenti e dirigenti comparsi solo in un racconto:
- Struthers, direttore generale nel periodo iniziale dell'azienda (attorno al 1998);[11]
- Sam Tobe, direttore generale sede distaccata di Petersburg (Virginia) (attorno al 2003);[4]
- Franz Muller collaudatore sul campo (2015)[12]
- Sam Evans collaudatore sul campo (2015)[12]
- John Semper Travis, ingegnere capo;[13]
- Milton Ashe, dirigente;[14]
- Obermann, collaudatore;[14]
- Jonathan Quell, direttore generale;[4]
- Charles Randow, tecnico dei computer;[6]
- Linda Rash, robopsicologa;[15]
- Vincent Silver, direttore Settore ricerche successore di Bogert (attorno al 2050);[16]
- Clinton Madarian, robopsicologo e capo robopsicologo successore di Susan Calvin (2050-2060);[9]
- Harley Smythe-Robertson, presidente discendente del primo Robertson da parte di madre (attorno al 2260);[5]
- Merton Mansky, robopiscologo (attorno al 2160);[5]
- Alvin Magdescu, direttore Settore ricerche (attorno al 2260-2310);[5]
- Maxwell Robertson, è il quinto Robertson ad avvicendarsi al comando dell'azienda;[3]
- Keith Harriman, direttore generale sotto Maxwell.[3]